# Repeater (альбом)
Repeater перший студійний альбом американської пост-хардкор-групи Fugazi, який вийшов 19 квітня 1990 року.

## Треклист
1. Turnover - 4:16
2. Repeater - 3:01
3. Brendan #1 - 2:32
4. Merchandise - 2:59
5. Blueprint - 3:52
6. Sieve-Fisted Find - 3:24
7. Greed - 1:47
8. Two Beats Off - 3:28
9. Styrofoam - 2:34
10. Reprovisional - 2:18
11. Shut the Door - 4:49
12. Song #1 - 2:54
13. Joe #1 - 3:01
14. Break-In - 1:33